# Adam Seiko
Adam Seiko (Boston, 27 febbraio 1998) è un cestista statunitense con cittadinanza ugandese.

## Biografia
È il fratello del cestista Arthur Kaluma.

## Carriera

### Nazionale
Con la nazionale ugandese è stato convocato per il Campionato africano del 2021.